# Ogrody nad Zatoką
Ogrody nad Zatoką (ang. Gardens by the Bay, chiń. 濱海灣花園; pinyin Bīnhǎi Wān Huāyuán, malajski Taman di Persisiran, tamil. வளைகுடா தோட்டம்; trb. Walajkuda Tottam) – park miejski o powierzchni 105 hektarów znajdujący się w Regionie Centralnym Singapuru, przylegający do pobliskiego zbiornika wodnego.  

## Historia
Ogrody powstały w ramach strategii przekształcania Singapuru w miasto ogród, co ma na celu podniesienie jakości życia poprzez zwiększenie udziału zieleni i zróżnicowania flory w mieście. Po raz pierwszy plan został ogłoszony przez premiera Lee Hsien Loonga podczas dorocznego przesłania do narodu w 2005 roku. 

## Charakterystyka
Ogrody nad Zatoką składają się z trzech ogrodów nadbrzeżnych, największym z nich jest ogród południowy o powierzchni 54 hektarów zaprojektowany przez firmę Grant Associates. Znajduje się tutaj największy szklany ogród zimowy na świecie – Flower Dome. 
Centralna część ogrodów pełni rolę łącznika pomiędzy częścią południową i wschodnią. Zajmuje powierzchnię 15 hektarów z 3-kilometrową promenadą nadbrzeżną, która umożliwia spacery od centrum miasta na wschód Singapuru. Wschodnia część zajmuje powierzchnię 32 hektarów i posiada dwukilometrową promenadę graniczącą ze zbiornikiem wodnym. Stworzony został tutaj tymczasowy park na potrzeby Letnich Igrzysk Olimpijskich Młodzieży 2010. Pierwsza faza ogrodu została otwarta dla publiczności w październiku 2011 roku, umożliwiając alternatywny dostęp do tamy. Południowa część została otwarta dla publiczności w 2012 roku. Jest największą z trzech, zajmując powierzchnię 54 hektarów.
Na kolekcję roślin w całym ogrodzie składają się m.in.: dwie szklarnie Flower Dome i Cloud Forest, w których znajduje się 71 210 roślin należących do 3 328 różnych taksonów, w części południowej zwanej Bay South Garden znajduje się 1 054 185 roślin, reprezentujących 9 547 taksonów i innych częściach zewnętrznych znajduje się 950 960 należących do 6 310 taksonów. 
Park jest popularną atrakcją turystyczną przyciągającą rocznie kilka milionów odwiedzających, w roku obrachunkowym 2023–2024 odwiedzających było 11,8 mln. W grudniu 2023 roku park odwiedził 100-milionowy gość. W 2024 roku został przez TripAdvisor umieszczony na ósmym miejscu wśród najlepszych atrakcji na świecie i pierwszym w Azji. 

## Obiekty

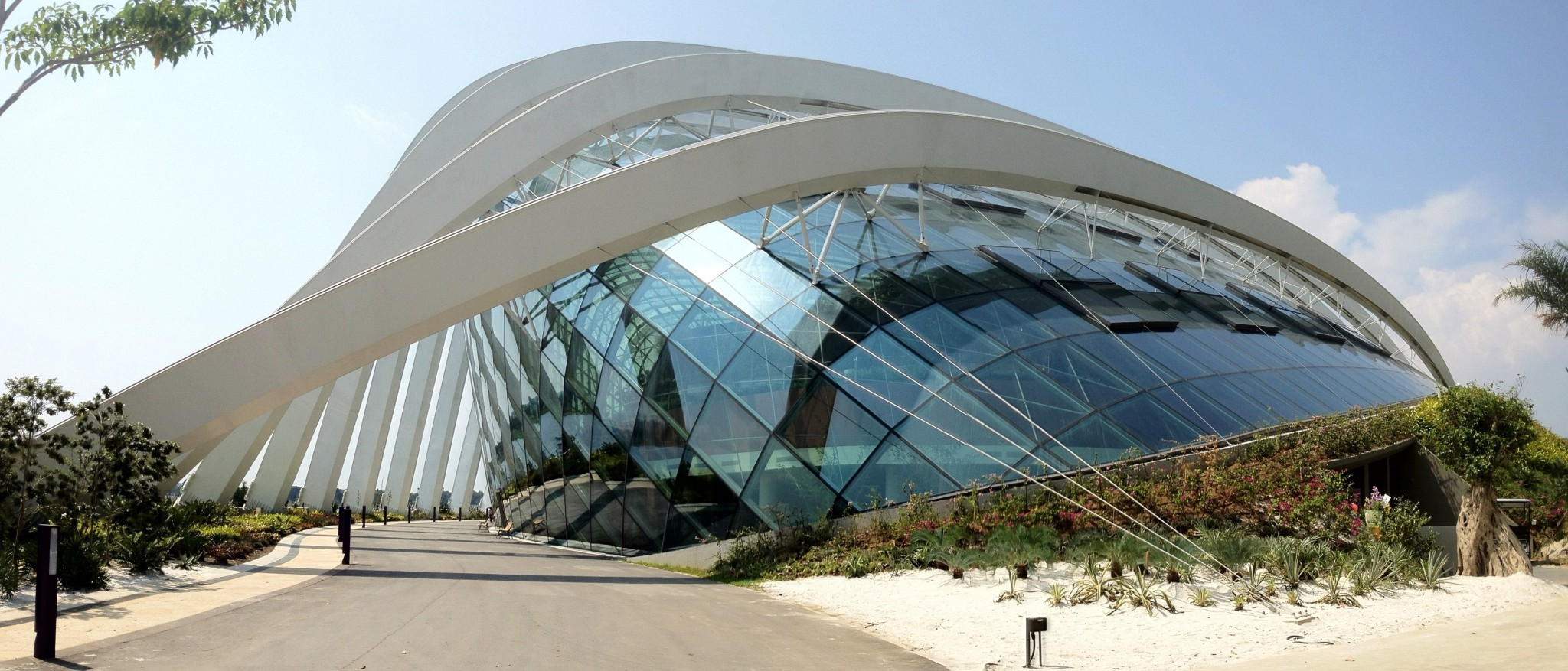
Flower Dome (2012)

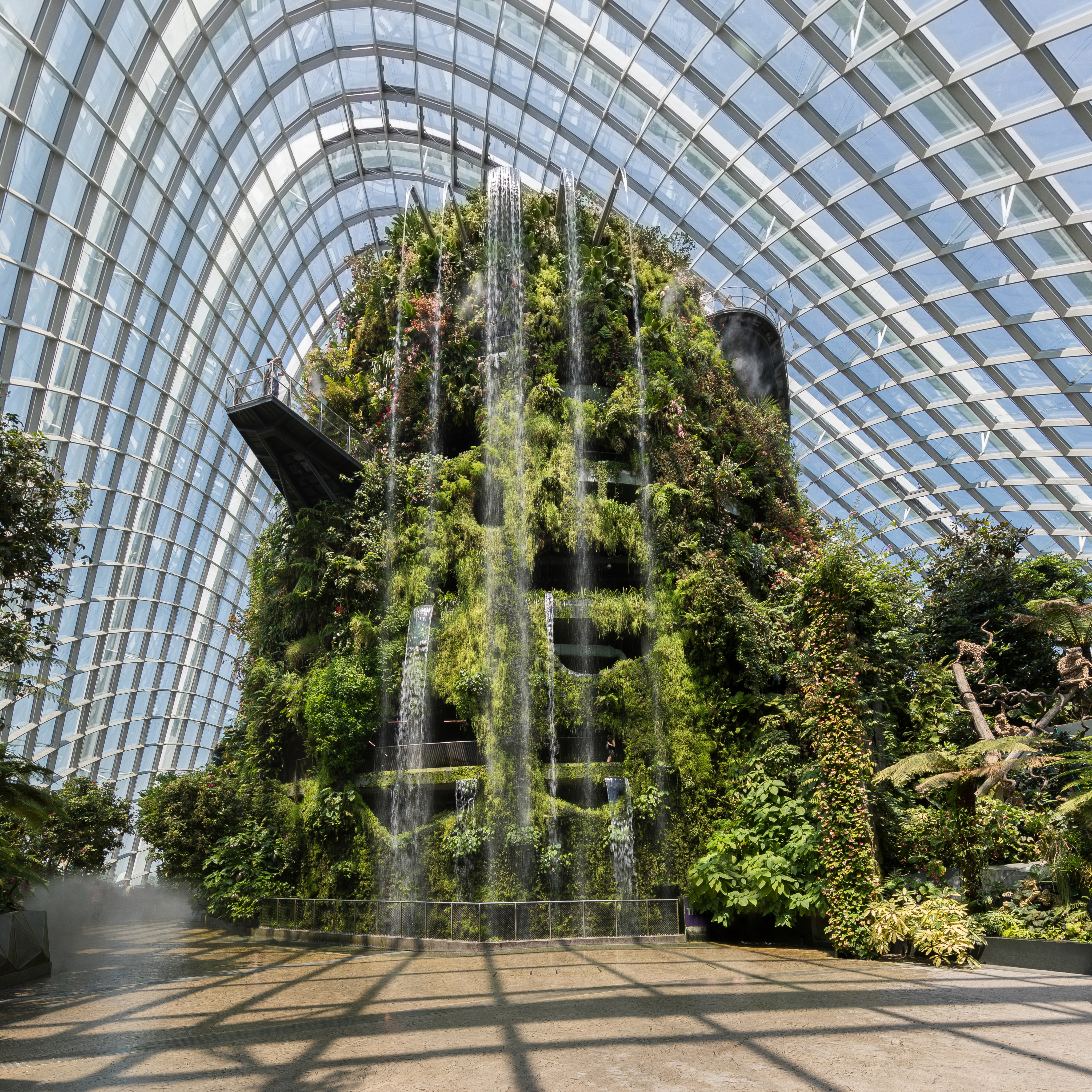
Cloud Forest (2018)

Supertree Grove (2016)

### Szklarnie
Kompleks ogrodów zimowych składa się z dwóch klimatyzowanych szklarni – Flower Dome i Cloud Forest, które usytuowane są nad zbiornikiem. Ogrody zimowe, zaprojektowane zostały przez WilkinsonEyre i Grant Associates. Obie są bardzo duże (około 1 hektara), a Flower Dome jest największą na świecie szklarnią bezkolumnową. 

#### Flower Dome
Flower Dome (pol. Kopuła Kwiatowa) to największa na świecie budowla szklarniana, jak podaje Księga Rekordów Guinnessa z 2015 roku. Zajmuje powierzchnię 1,2 hektara i odtwarza chłodny i suchy klimat śródziemnomorski. W jej wnętrzu znajduje się zmieniająca się ekspozycja kwiatowa, pole kwiatowe oraz osiem tematycznych ogrodów: baobabów, sukulentów, australijski, południowoafrykański, południowoamerykański, oliwny, kalifornijski i śródziemnomorski. W tych ośmiu ogrodach prezentowane są egzotyczne kwiaty i rośliny pochodzące z regionów śródziemnomorskich i półpustynnych z pięciu kontynentów.

#### Cloud Forest
Cloud Forest (pol. Las Mglisty) jest nieco wyższy, ale mniejszy, zajmując 0,8 hektara. Odtwarza chłodne i wilgotne warunki panujące w tropikalnych regionach górskich na wysokości od 1000 do 3000 metrów nad poziomem morza, charakterystycznych dla Azji Południowo-Wschodniej oraz Ameryki Środkowej i Południowej. We wnętrzu znajduje się 42-metrowa „Mglista Góra”. Po wjechaniu na jej szczyt windą, odwiedzający schodzą w dół krętą ścieżką, która kilkukrotnie przebiega za 35-metrowym wodospadem.
Sztuczna góra sama w sobie jest skomplikowaną konstrukcją całkowicie pokrytą epifitami, takimi jak storczykami, paprocie, widliczka i widłaki jednakozarodnikowe, bromeliowate i anturium.

### Supertree Grove
Supertree Grove (pol. Superdrzewa) to 18 drzewopodobnych struktur, które dominują w krajobrazie ogrodu i osiągają wysokość od 25 do 50 metrów. Są to pionowe ogrody, które pełnią wiele funkcji, w tym służą do ekspozycji roślin, dawaniu cienia i działają jako ekologiczne silniki ogrodów.
Superdrzewa są siedliskiem dla egzotycznych paproci, winorośli, orchidei, a także ogromnej kolekcji bromeliowatych, w tym z rodzajów Neoregelia i Tillandsia. Są wyposażone w technologie, które naśladują funkcje ekologiczne drzew: ogniwa fotowoltaiczne, które wykorzystują energię słoneczną do zasilania niektórych funkcji struktur (takich jak oświetlenie), podobnie jak drzewa fotosyntetyzują oraz zbierają wodę deszczową stosowaną do nawadniania i w fontannach. Superdrzewa pełnią również wentylacyjną dla części systemów chłodzenia szklarni.